# معركة ساروس
معركة ساروس في أبريل 625 بين الجيش البيزنطي بقيادة الإمبراطور هرقل والقائد الفارسي شهربراز. تمكن الجيش البيزنطي بقيادة هرقل من اللحاق بجيش شهربراز الذي كان متجهًا نحو العاصمة البيزنطية القسطنطينية، وانتهت المعركة بانتصار اسمي للبيزنطيين، لكن شهربراز انسحب بشكل جيد، وتمكن من مواصلة تقدمه عبر الأناضول نحو القسطنطينية.